# Svenska mästerskapen i kortbanesimning 1978
Svenska mästerskapen i kortbanesimning 1978 avgjordes i Simhallsbadet, Malmö den 17–19 mars 1978. Det var den 26:e upplagan av kortbane-SM. Det noterades 22 nya svenska rekord under tävlingarna.

## Medaljsummering

### Herrar
| Gren            | Guld                          | Guld                          |
| 100 m frisim    | Dan Larsson 51,74             | Sundsvalls SS                 |
| 200 m frisim    | Gary Andersson 1.51,76        | Kristianstads SLS             |
| 400 m frisim    | Gary Andersson 3.54,10        | Kristianstads SLS             |
| 1500 m frisim   | Gary Andersson 15.38,01       | Kristianstads SLS             |
| 100 m fjärilsim | Tommy Lindell 55,03           | Stockholmspolisens IF         |
| 200 m fjärilsim | Tommy Lindell 2.03,68         | Stockholmspolisens IF         |
| 100 m ryggsim   | Jan Thorell 58,4              | Stockholmspolisens IF         |
| 200 m ryggsim   | Jan Thorell 2.02,80           | Stockholmspolisens IF         |
| 100 m bröstsim  | Mikael Tredahl 1.04,38        | Stockholmspolisens IF         |
| 200 m bröstsim  | Mikael Tredahl 2.19,62        | Stockholmspolisens IF         |
| 200 m medley    | Gary Andersson 2.06,18        | Kristianstads SLS             |
| 400 m medley    | Gary Andersson 4.25,77        | Kristianstads SLS             |
| 4x100 m frisim  | Kristianstads SLS 3.29,25     | Kristianstads SLS 3.29,25     |
| 4x200 m frisim  | Upsala S 7.35,08              | Upsala S 7.35,08              |
| 4x100 m medley  | Stockholmspolisens IF 3.51,72 | Stockholmspolisens IF 3.51,72 |

### Damer
| Gren            | Guld                        | Guld                      |
| 100 m frisim    | Birgitta Jönsson 56,79      | Avesta SS                 |
| 200 m frisim    | Birgitta Jönsson 2.02,31    | Avesta SS                 |
| 400 m frisim    | Anette Fredriksson 4.23,26  | Simklubben S02            |
| 800 m frisim    | Susanne Ackum 9.02,36       | Borlänge SS               |
| 100 m fjärilsim | Lena de Val 1.04,04         | Linköpings ASS            |
| 200 m fjärilsim | Lena de Val 2.17,40         | Linköpings ASS            |
| 100 m ryggsim   | Susanne Collgård 1.06,46    | Karslunds IF              |
| 200 m ryggsim   | Pensé Andersson 2.21,92     | Landskrona S              |
| 100 m bröstsim  | Eva-Marie Håkansson 1.15,22 | Kristianstads SLS         |
| 200 m bröstsim  | Eva-Marie Håkansson 2.35,20 | Kristianstads SLS         |
| 200 m medley    | Anette Fredriksson 2.19,95  | Simklubben S02            |
| 400 m medley    | Ann-Sofie Roos 4.55,15      | Kristianstads SLS         |
| 4x100 m frisim  | Kristianstads SLS 3.58,22   | Kristianstads SLS 3.58,22 |
| 4x200 m frisim  | Kristianstads SLS 8.38,90   | Kristianstads SLS 8.38,90 |
| 4x100 m medley  | Kristianstads SLS 4.25,59   | Kristianstads SLS 4.25,59 |